# فكتوريا سبارتز
فكتوريا سبارتز (بالإنجليزية: Victoria Spartz)‏ هي سياسية وسيدة أعمال أمريكية أوكرانية من الحزب الجمهوري ولدت في يوم 6 أكتوبر 1978 في بلدة نوسفكا في جمهورية أوكرانيا الاشتراكية السوفيتية، في عمر ال13 هاجرت إلى الولايات المتحدة، في سنة 2020 تم إنتخابها كعضوة في مجلس النواب الأمريكي عن ولاية إنديانا وتعرف بموقفها المناهض للشيوعية والاشتراكية.